# Matěj Burnatius
Matěj Burnatius (23. září 1584 Olešná, Horní Slezsko – 9. srpna 1629 Libuň) byl římskokatolický kněz, jezuita. Je jedním z nejznámějších rekatolizátorů, kteří působili na Jičínsku. Byl zabit v násilném střetu mezi rekatolizátory a nekatolíky.

## Počátky života
Matěj Burnatius se narodil v Olešné v Horním Slezsku dne 23. září 1584. V dětství jej vychovával jeho strýc, původem Polák, P. Jakub Jagel, farář v Markvarticích na Jičínsku. První vzdělání získal mladý Matěj v městečku Sobotka. Další studium následovalo na jesuitském gymnáziu v Chomutově a v koleji sv. Klimenta (dnešní Klementinum) v Praze. Matěj zvládl 6 jazyků (češtinu, polštinu, latinu, němčinu, chorvatštinu a italštinu).
V roce 1607 vstupuje v Brně k jezuitům. Po dvouletém noviciátě poslouchá tři roky filosofii, po studiích pracuje sedm let jako pomocný učitel. Poté studoval dva roky teologii a v roce 1621 byl vysvěcen na kněze.

## Misijní činnost
Po svěcení působil jako prefekt jezuitského semináře v Českém Krumlově a zde také zahájil svou misionářskou činnost. V roce 1624 odchází do Jičína, v jehož okolí se věnuje také rekatolizační misionářské činnosti. V této době vynikl jako výmluvný kazatel. Navíc se horlivě obstarával duchovní správu v několika farnostech. Jeho stopy lze sledovat i mimo Jičínsko. Místem jeho působení byla postupně Litomyšl, Mnichovo Hradiště, Kuřívody, Doksy, Bělá pod Bezdězem. V Bělé pod Bezdězem narazil na velmi tuhý odpor. Bylo mu nabídnuto, že popuzené místní obyvatele zpacifikuje vojsko, což ale Burnatius odmítl a raději se přesunul jinam, neboť nechtěl lidi získávat pro katolickou víru násilím.
Burnatiovi se povedlo rekatolizovat v roce 1629 Turnov. V srpnu toho roku obrátil svou pozornost na Rovensko pod Troskami. V Rovensku narazil rovněž na tuhý odpor. Krátkodobě působil jako duchovní správce v Újezdu pod Troskami.

## Smrt
Dne 9. srpna 1629 se vydal opět do Rovenska. Doprovázel jej student Jan Rokyta. Domluvil se s velitelem vojska z Turnova, že vojáci Rovensko obsadí, aby se předešlo vzbouření obyvatelstva, a to se mu nakonec stalo osudným. Obyvatelstvo Rovenska povolalo lidi z okolních vesnic a velitel vojáků se obával přesily. Velitel ozbrojenců dal proto zapálit dřevěnou zvonici u kostela a nařídil ústup.
Burnatius se přesunul na faru do obce Libuň, kde očekával zprávy o vývoji situace v Rovensku. Je doloženo, že zde ještě odsloužil mši svatou a pokřtil jedno dítě. Rovenští mezitím vytáhli na Burnatia a rychle se blížili. Domnívali se, že to Burnatius nařídil zapálení jejich zvonice. Misionář se pokusil o útěk z fary. Snažil se utéci zadním vchodem, ale to padl povstalcům přímo do rukou. Byl raněn vidlemi do zad a pro jistotu ještě zastřelen. U farní stáje byl zabit i Jan Rokyta.
Vzpouru následně potlačilo povolané posílené vojsko a zabilo téměř čtyřicet vesničanů. V Jičíně zvěst o událostech v Libuni způsobila značné poplašení. Ještě k večeru toho dne byla těla Burnatia a Rokyty převezena do Jičína a pohřbena.